# Tugela Tuyeni
Tugela Tuyeni (sinh ngày 5 tháng 2 năm 1982 Onekwaya ở Ohangwena Region – mất 16 tháng 12 năm 2016 Tsumeb, Oshikoto Region)  là một tiền vệ bóng đá người Namibia cùng với F.C. Civics Windhoek của Giải bóng đá ngoại hạng Namibia và Đội tuyển bóng đá quốc gia Namibia.